# Літературна біографія
Літературна біографія (анг. Biographia Literaria) - це автобіографія критика Семюела Тейлора Колріджа, опублікована в 1817 році у двох томах.
Визначного впливу на роботу зробили теорія поезії Вордсворта, кантівський погляд на уяву, як раду на формування сили (для позначення якої Колрідж пізніше вигадав неологізм "esemplastic"), різні посткантіанські автори, включаючи Шеллінґа, і більш ранній вплив емпіричної школи, включаючи Девіда Гартлі та асоціаністську психологію.

## Зміст
Спочатку робота замишлялась як передмова до збірники вірші, чим автор хотів обґрунтувати власний стиль і практику поезії. Проте текст розрісся автобіографічними нотатками, де вміщались факти з часу, коли Тейлор закінчував заклад освіти, мав перші літературні пригоди. Зокрема у роботі наводиться критика Вордсворта, а також висловлюються власні погляди на літературу, філософські міркування. 